# Associated Television
Associated Television (ATV) fue una productora y canal de televisión británico, que formó parte de la cadena de televisión comercial ITV desde 1955 hasta 1982. Se trata de una de las cuatro franquicias originales de ITV junto con ABC, Granada y Rediffusion.
Durante el tiempo que funcionó como concesionaria de ITV, emitía de lunes a viernes para las Tierras Medias (Midlands) y los fines de semana para el área metropolitana de Londres. Después de perder la concesión londinense en 1968 se quedó como único emisor en el centro de Inglaterra hasta 1982, año en que fue reemplazada por la nueva compañía Central Independent. Algunas de las series que ha emitido son Thunderbirds, The Prisoner y El Santo.

## Historia

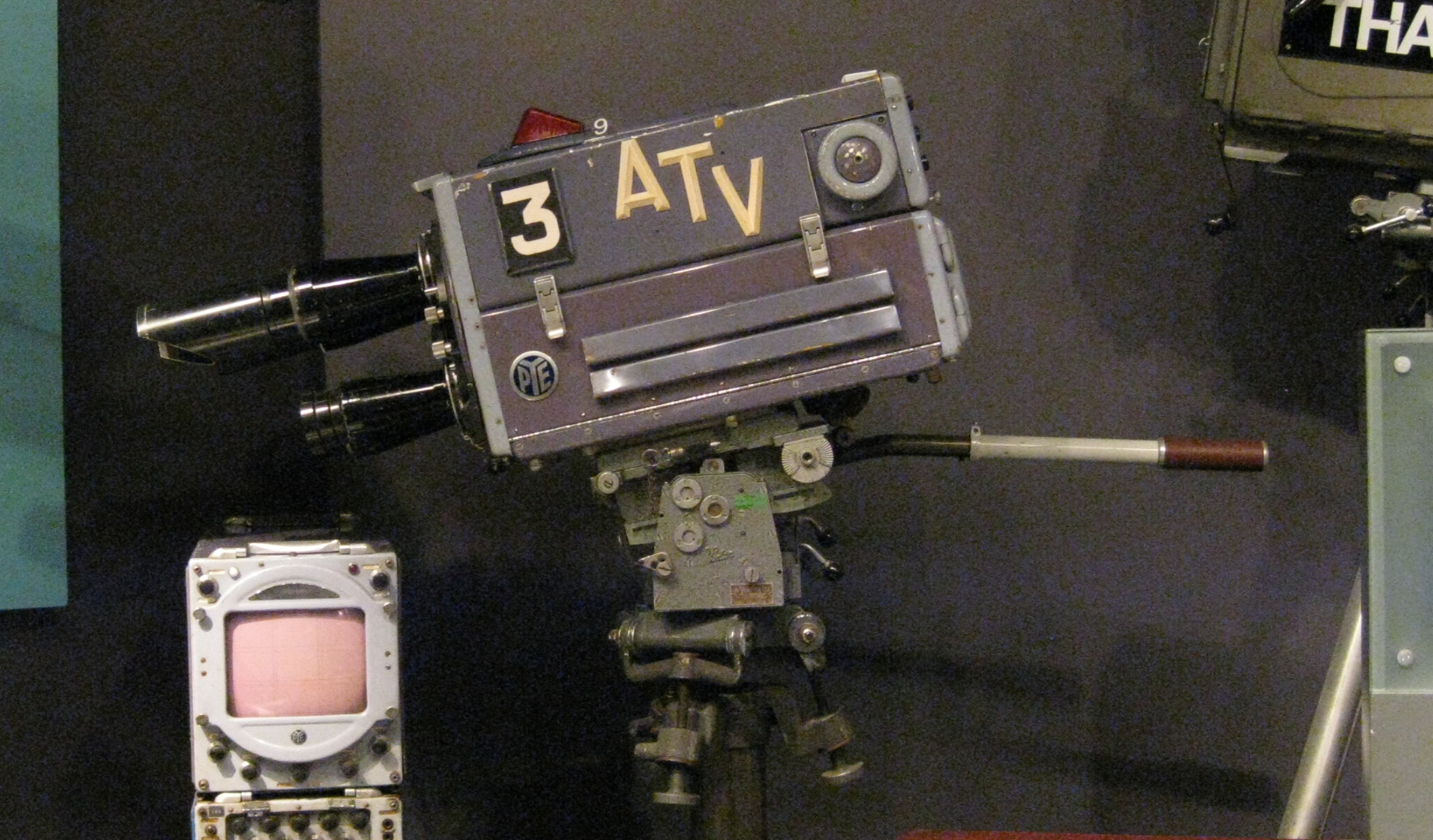
Cámara de ATV en el National Media Museum de Bradford, Inglaterra.

Associated Television (ATV) fue fundada en 1955 como una de las cuatro franquicias originales de Independent Television (ITV), el canal de televisión comercial en Reino Unido que había sido creado para competir con la BBC. Su ámbito de emisión era Londres (fines de semana) y las Tierras Medias (Midlands, lunes a viernes).
Las compañías que estaban detrás del proyecto eran Associated Broadcasting Development Company (ABDC), controlada por el expresentador Norman Collins, y ITC Entertainment, propiedad de dos empresarios del mundo del espectáculo: Lew Grade y Prince Littler. En un primer momento la autoridad responsable de ITV (ITA) otorgó la concesión a ABDC, pero como éstos no tenían liquidez terminaron asociándose con ITC. A cambio, Grade y Littler asumieron el control operativo de la nueva franquicia.
ATV comenzó sus emisiones el 24 de septiembre de 1955 para Londres bajo la marca Associated Broadcasting Company (ABC). Sin embargo, el 8 de octubre tuvieron que cambiarla porque ya estaba siendo utilizada por otra franquicia de ITV, Associated British Corporation. Las emisiones en las Tierras Medias comenzaron el 17 de febrero de 1956.
En los años 1960, ATV destacó dentro de ITV por sus programas de entretenimiento. Los más importantes fueron adaptaciones de concursos estadounidenses como Celebrity Squares y Family Fortunes, las series de ITC —Thunderbirds, El Santo, The Prisoner, Space: 1999— y telenovelas como Crossroads.
En la renovación de franquicias de 1968, ATV perdió la concesión de Londres en favor de London Weekend Television (LWT) pero mantuvo la de las Tierras Medias por los siete días de la semana. 
A pesar de que ATV seguía contribuyendo con creces a la red nacional de ITV, a lo largo de los años 1970 fue muy criticada por la ausencia de programación regional en el este de las Tierras Medias. La mayoría de los espacios de ATV se hacían desde unos estudios en Elstree, Hertfordshire, al norte de la región de Gran Londres. Y la apertura de unas nuevas instalaciones en el centro de Birmingham no les bastó para revertir la situación.
Finalmente, en 1980 la Autoridad Independiente de Radiodifusión (IBA) forzó la reestructuración de ATV para ofrecer desconexiones regionales. El grupo obtuvo una nueva concesión como ATV Midlands, pero a cambio tuvo que deshacerse de los estudios de Elstree, vender el 49% de las acciones en la nueva compañía a otros inversores, y contar con dos estudios regionales en la zona oeste (Birmingham) y la zona este (Nottingham). A efectos prácticos eso suponía la desaparición de la franquicia original.
ATV cesó sus emisiones el 1 de enero de 1982 y fue reemplazada por una nueva marca, Central Independent Television.